# Rue des Lentilles
La rue des Lentilles (en alsacien : Lenzegass) est une voie de Strasbourg, rattachée administrativement au Quartier Gare - Kléber, qui va du no 13 de la rue du Bain-aux-Plantes, à la hauteur de la place Grimmeissen, jusqu'au no 36 de la Grand'Rue. Elle est parallèle à la rue du Coq.

## Toponymie

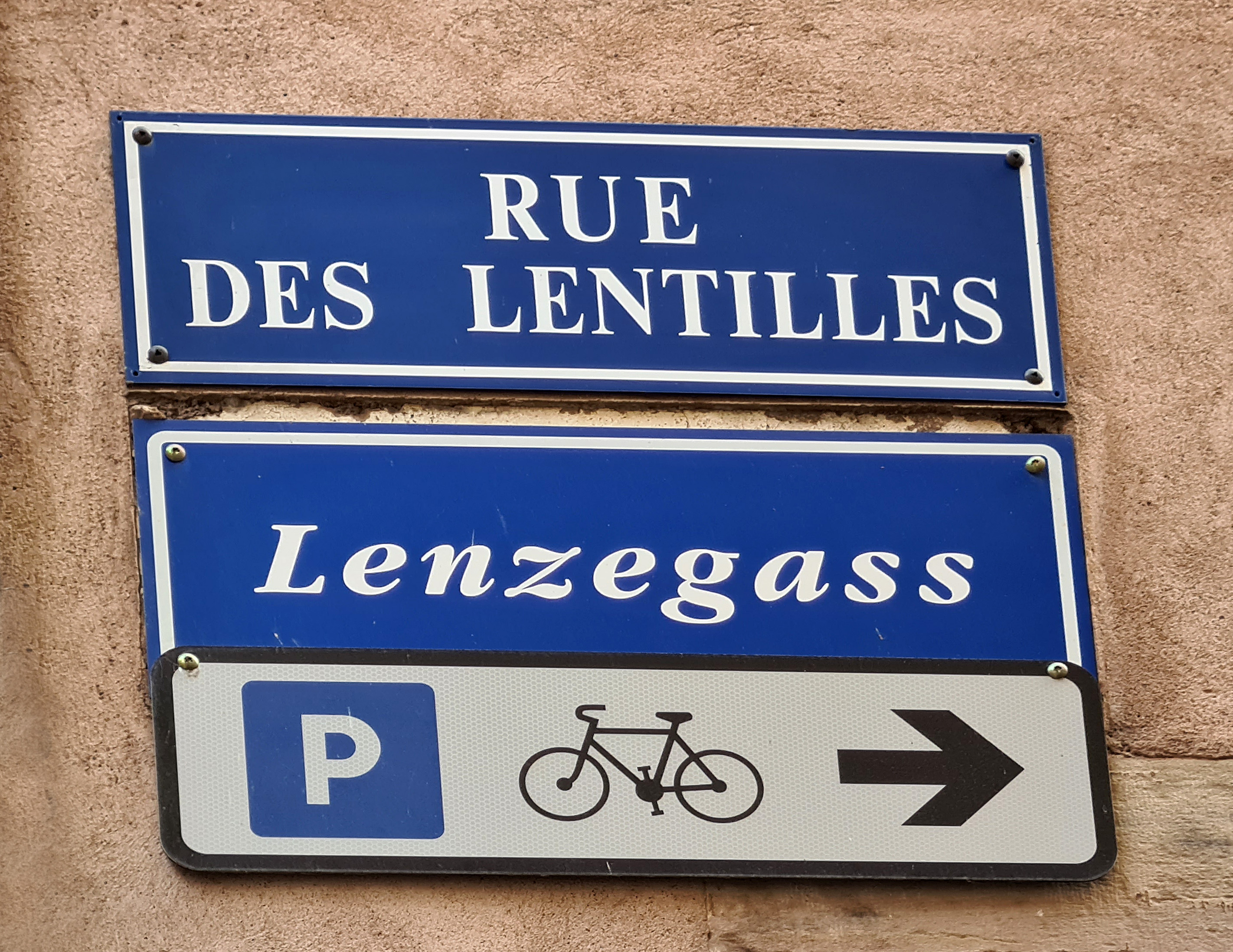
Plaque bilingue, en français et en alsacien.

Au fil des siècles, les dénominations se sont succédé, en allemand ou en français : Des Krieges Gasse (1265), Kriegesgasse (1274), Kriegesgesselin (1298), Kergergässelein (1500), ruelle de la Geôle (XVe siècle), Kriegsgässel (1580), Lindenfelsersgässel (1580), Linsenfelsergässel (1652), rue de Linsenfels (1786), rue de la Frugalité (1794), rue de Lindenfelds (1817), rue des Lentilles (1823, 1918), Lindenfelsergasse (1872, 1940), puis, à nouveau, rue des Lentilles après 1945.
Krieg fait référence au patronyme d'un habitant de la rue qui vivait au no 18, derrière le no 30 de la Grand-Rue ; Lindenfels est celui de l'ammeister Jean Lindenfels, élu trois fois à cette fonction de 1532 à 1544. Au XVIIe siècle on observe une corruption du nom de Linden en Linsen (qui signifie « lentilles »).
Des plaques de rues bilingues, à la fois en français et en alsacien, ont été mises en place par la municipalité à partir de 1995. C'est le cas de la Lenzegass.

## Bâtiments remarquables

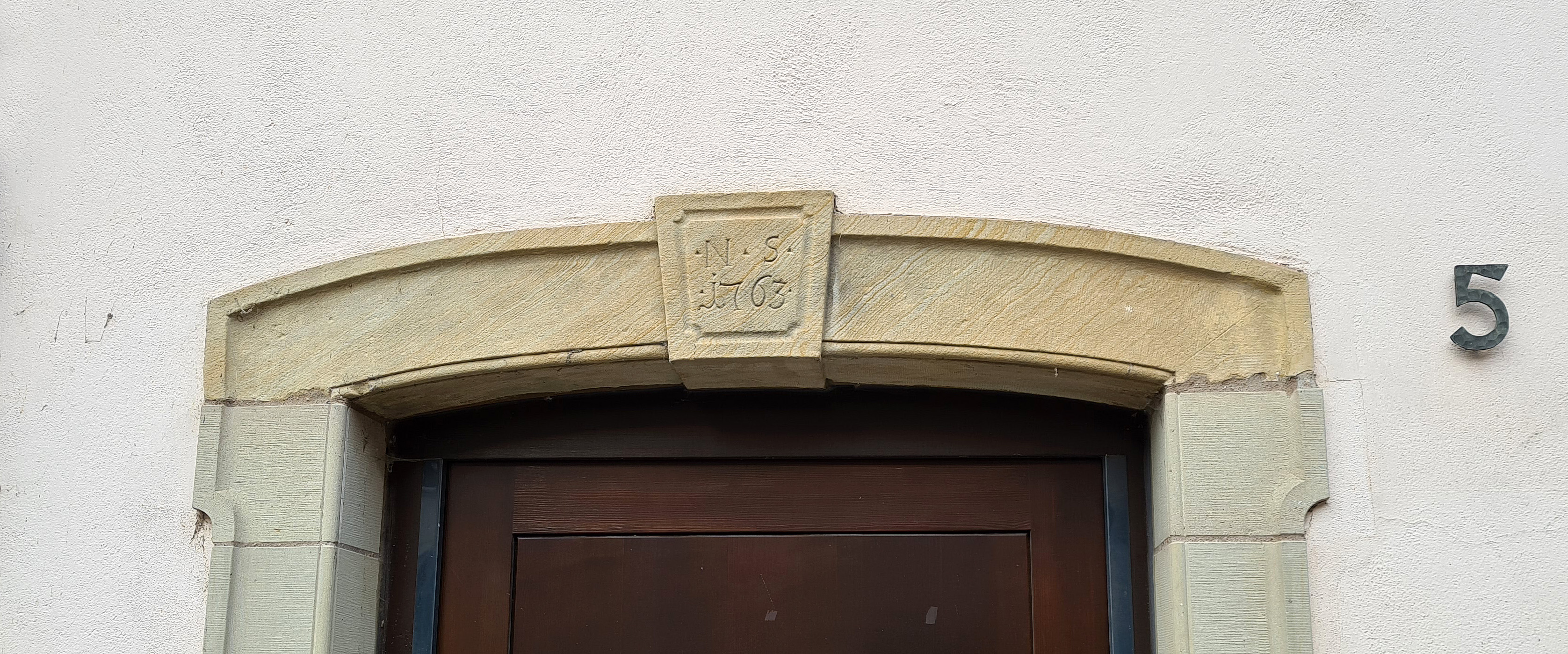
Linteau gravé « N.S. 1763 » au no 5.

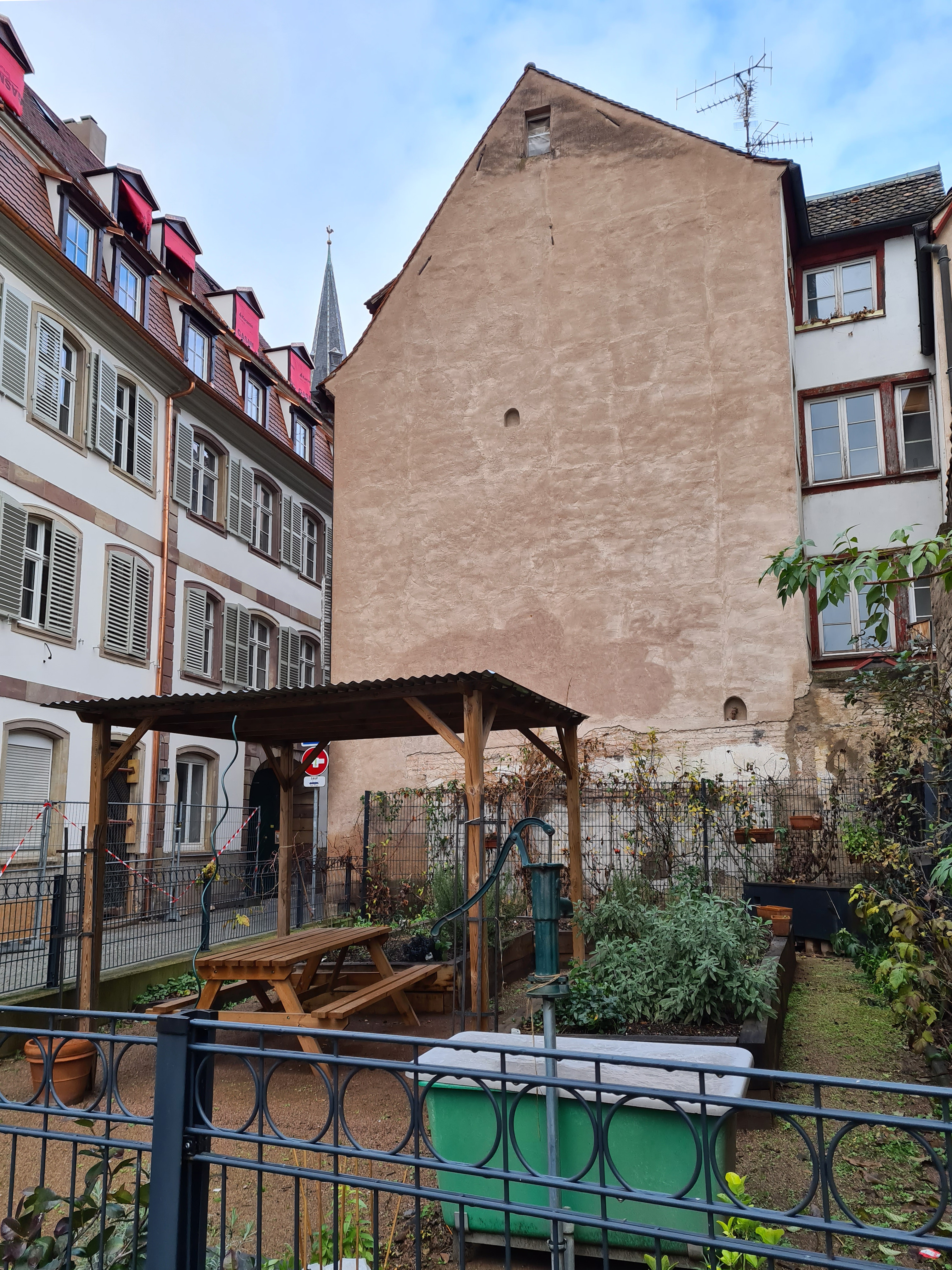
Jardin partagé.

no 5L'encadrement de porte doté de crossettes simples porte l'inscription « N.S. 1763 » sur le linteau.
no 6La maison abrite l'auberge au Pélican de 1692 à 1702. Elle est ensuite occupée par différents artisans qui y exercent leur activité et effectuent quelques transformations. À partir de la fin des années 1940, l'îlot est tenu pour insalubre. Les bâtiments sont finalement démolis en 1973 et le terrain est converti en aire de stationnement.
no 7 (anciens nos 11 et 12)C'est un bâtiment reconstruit en 1768. De 1596 à 1660 la maison appartenait aux imprimeurs Lazare Zetzner, Jean-Joachim Bockenhoffer et Jean Repp, qui y avaient leur atelier.
no 7cConstruite au XVIIIe siècle, la maison possède un portail à voussure.
nos 10-12Les maisons du XVIIe siècle, reconstruites au XIXe siècle, sont démolies en 1954, d'abord remplacées par des garages et des places de stationnement. Un jardin partagé est créé en 2012 sur cet emplacement.
no 18La clé de voûte de cette maison du XIXe siècle est sculptée.